# Susan Stebbing
Lizzie Susan Stebbing (2 de diciembre de 1885 - 11 de septiembre de 1943) fue una filósofa británica. Perteneció a la generación de la filosofía analítica de la década de 1930; a cuya tradición heredó grandes contribuciones tanto para el establecimiento institucional de la Escuela de Cambridge, como para mostrar de qué forma los planteamientos de dicha escuela, en relación con el análisis del lenguaje en la comunicación diaria, pueden aplicarse en otros campos del conocimiento como el lenguaje científico, los discursos políticos y la publicidad. Fue fundadora en 1933 de la revista Analysis, y la primera mujer en tener una cátedra de filosofía en Reino Unido; considerada por su posición anti idealista sobre la nueva física newtoniana, defensora de la lógica-matemática propia  pionera del pensamiento crítico; era trilingüe, antifascista y humanista secular.
A pesar de sus aportaciones, los historiadores del movimiento de la Filosofía analítica han concentrado sus esfuerzos en los pensamientos de Moore, Russell, Wittgenstein, y hasta Frege.

## Biografía
Nacida en North Finchley, Middlesex, Susan Stebbing (como ella prefería ser llamada), era la menor de seis hijos de Alfred Charles Stebbing, un comerciante de pescado, y Elizabeth (nacida Elstob), pero quedó huérfana a una edad temprana.
Stebbing se educó en James Allen's Girls 'School, Dulwich, hasta que fue, en 1904, a Girton College, Cambridge, para estudiar historia (aunque en Cambridge no otorgaba títulos o membresía universitaria completa a mujeres en ese momento). Al encontrarse con el libro Apariencia y Realidad de FH Bradley, se interesó en la filosofía y participó en los tripos de Ciencias Morales en 1908. Posteriormente realizó una maestría en filosofía en la Universidad de Londres en 1912, ggalardonada con distinción. Su tesis de maestría Pragmatism and French Voluntarism (Pragmatismo y el voluntarismo francés), se publicó en la serie de Estudios Girton College.
De 1911 a 1924 realizó diversos cursos, y enseñó filosofía en King's College, Londres, de 1913 a 1915, cuando se convirtió en disertante (lecturer) de filosofía a tiempo parcial en Bedford College, Londres, y posteriormente e tiempo completo en 1920. En 1924 fue nombrada Reader (rango académico destacado) allí. También dictó conferencias en el Westfield College de Londres (1912–1920), el Girton College de Cambridge (1911–1914) y el Homerton College de Cambridge (1911–1914). Desde 1915 hasta su muerte fue directora de la Kingsley Lodge School for Girls, de Hampstead.
En 1927 se le otorgó el título de Reader de filosofía de la Universidad de Londres y se mantuvo trabajando en paralelo a su puesto en el Bedford College. Ella ganó un DLitt (Doctor of Literature) en 1931. Stebbing fue ascendida a Profesora en 1933, convirtiéndose así en la primera mujer en ocupar una cátedra de filosofía en el Reino Unido, un evento que fue, como señala Siobhan Chapman, "titular del noticiero". También fue profesora visitante en la Universidad de Columbia desde 1931 hasta 1932. Fue presidenta de la Mind Association de 1931 a 1932 y de la Aristotelian Society de 1933 a 1934.
Stebbing fue discípula de William Ernest Johnson, según John Wisdom, fue influenciada por G.E. Moore, y fue punto de contacto con el Círculo de Viena, invitando por primera vez a Rudolf Carnap a hablar en Reino Unido.
Stebbing murió, tras el rebrote de un cáncer, el 11 de septiembre de 1943 en el Hospital Mount Vernon, en Northwood, Middlesex.

## Legado
Después de su muerte, un grupo de académicos, incluidos C. D. Broad, G. E. Moore, Helen Wodehouse y Dorothy Tarrant, creó el L. S. Stebbing Memorial Fund para otorgar una beca para estudios de posgrado en filosofía. La Beca Susan Stebbing ahora ofrece un estipendio cada año a una estudiante de posgrado en Filosofía en el King's College de Londres, que ahora también cuenta con una cátedra de filosofía nombrada en su honor.
Un Festschrift póstumo titulado Philosophical Studies. Essays in Memory of L. Susan Stebbing (Estudios filosóficos. Ensayos en memoria de L. Susan Stebbing), fue publicado en 1948 en nombre de la Sociedad Aristotélica. Incluyó una apreciación de John Wisdom y una bibliografía completa de los escritos de Stebbing. Y tuvo contribuciones de ensayos de H. B. Acton, Beatrice Edgell, A. C. Ewing, Ruth L. Saw y, (su estudiante más conocido), Max Black.

En una revisión de 1949 de ese trabajo para Nature, el físico F. I. G. Rawlins señaló que en "una vida no libre de controversia": 
 "Prof. Stebbing seguramente seleccionó sus objetivos con una alegría académica refinada, como, por ejemplo, en su Philosophy and the Physicists (1937). Los empujes que ella entregó parecen algo duros; tal vez no estaban destinados a soportar. Todo su ser pone de relieve la diferencia entre la lógica inclinada a la verdad y la estética inclinada a la belleza. En su grandeza, ella vivió para el primero, otros quizás para el segundo. Pero un día surgirá un 'pontífice' y arrojará un puente a través de los estrechos; cuando eso suceda, el peso de su pensamiento ayudará a anclarlo bien y verdaderamente en su territorio". 
 La importancia filosófica de Stebbing ha sido reconocida y explorada más recientemente por la Enciclopedia de Filosofía de Stanford , que encargó, y en 2017 publicó, una entrada en línea de acceso público sobre su vida y obra por Michael Beaney y Siobhan Chapman. Chapman publicó el primer estudio de larga duración sobre la vida y el pensamiento de Stebbing en 2013.
En 1930, publica Modern Introduction to Logic que ha sido considerado como un simple libro de texto; sin embargo, es más bien un libro extenso en el que se retoma desde la lógica formal aristotélica, los Principia Mathematica de Russell y Whitehead y al Tractatus de Wittgenstein.

## Thinking to Some Purpose
El trabajo más popular de Stebbing es Thinking to Some Purpose (Pensando en algún propósito) (1939), un libro encargado por Pelican Books y descrito en la portada como: "Un manual de primeros auxilios para aclarar el pensamiento, que muestra cómo detectar ilógicidades en los procesos mentales de otras personas y cómo evitarlos en los nuestros". De hecho, uno de los pasajes más citados del libro no apareció en el cuerpo principal de la obra, sino en el primer interior de la sobrecubierta de la impresión de 1939 y en el tema principal de las impresiones posteriores antes de 1952. Tal como apareció en forma impresa (tanto en 1939 como en 1941) se ejecuta, en su totalidad, de la siguiente manera: 
 "Hay una necesidad urgente hoy", escribe la profesora Stebbing, "para que los ciudadanos de una democracia piensen bien. No es suficiente tener libertad de prensa e instituciones parlamentarias. Nuestras dificultades se deben en parte a nuestra propia estupidez, en parte a la explotación de esa estupidez y en parte a nuestros propios prejuicios y deseos personales". 
 El trabajo surgió de una sinopsis que escribió para una serie de transmisiones de radio destinadas a la BBC. Publicado en la víspera de la Segunda Guerra Mundial, Stebbing escribió en el Prefacio: 
 "Estoy convencida de la urgente necesidad de que un pueblo democrático piense con claridad sin las distorsiones debidas al sesgo inconsciente y la ignorancia no reconocida. Nuestras fallas en el pensamiento se deben en parte a fallas que podríamos superar en cierta medida si tuviéramos que ver claramente cómo surgen estas fallas". p. 9 [1952] 
 El Capítulo IV se abre así: 
 "Algunas formas de pensamiento ineficaz se deben a nuestro deseo no natural de tener creencias confiadas sobre asuntos complicados con respecto a los cuales debemos tomar alguna acción u otra. A veces somos demasiado vagos, usualmente demasiado ocupados y, a menudo, demasiado ignorantes para pensar qué implican las declaraciones que aceptamos tan fácilmente. ...fácilmente nos acostumbramos a aceptar declaraciones comprimidas que nos salvan de la molestia de pensar. Así surge lo que llamaré Potted Thinking (Pensamiento en maceta). Esta metáfora me parece apropiada, porque el pensamiento en macetas se acepta fácilmente, se concentra en forma y ha perdido las vitaminas esenciales para la alimentación mental. Notarán que he continuado con la metáfora usando la palabra 'vitaminas'. No aceptes la metáfora demasiado apresuradamente: debe expandirse. La carne en macetas es a veces una forma conveniente de alimento; Puede ser sabroso, contiene algo de alimento. Pero su valor nutritivo no es equivalente al de la carne fresca de la que fue en maceta. Además, debe haber sido hecho originalmente de carne fresca, y no debe dejarse poner rancio. Del mismo modo, una creencia en maceta es conveniente; se puede decir brevemente, a veces también de una manera ágil que pueda atraer la atención. Una creencia en maceta debe ser el resultado de una creencia que no está en maceta. No se debe retener cuando las circunstancias han cambiado y nuevos factores han salido a la luz. No debemos permitir que nuestros hábitos de pensamiento cierren nuestras mentes, ni depender de palabras clave para salvarnos del trabajo del pensamiento. Las vitaminas son esenciales para el crecimiento natural de nuestros cuerpos; el cuestionamiento crítico en ocasiones de nuestras creencias en macetas es necesario para el desarrollo de nuestra capacidad de pensar con algún propósito ". p. 67–68 [1952] 

## Trabajos
- Pragmatism and French Voluntarism (Pragmatismo y voluntarismo francés) (1914)
- A Modern Introduction to Logic (Una introducción moderna a la lógica) (1930, revisada en 1933)
- "The Method of Analysis in Metaphysics" (El Método de Análisis en Metafísica), Actas de la Sociedad Aristotélica, volumen 33, número 1, 1 de junio de 1933, pp. 65–94.
- Logical Positivism and Analysis (Positivismo lógico y análisis) (1933)[25]
- Logic in Practice (La lógica en la práctica) (1934)
- Imagination and Thinking (Imaginación y pensamiento) (1936) con C. Day-Lewis
- Philosophy and the Physicists (La filosofía y los físicos) (1937)[26]
- Thinking to Some Purpose (Pensando en algún propósito) (1939)
- Ideals and Illusions (Ideales e ilusiones) (1941)[27]
- A Modern Elementary Logic (Una lógica elemental moderna) (1943)
- Men and Moral Principles (Hombres y principios morales). LT Hobhouse Memorial Trust Lecture n.º 13. (1944)[28]

## Otras lecturas
- Chapman, Susan, Susan Stebbing and the Language of Common Sense (Susan Stebbing y el lenguaje del sentido común). Basingstoke: Palgrave Macmillan (2013) ISBN 978-1-137-31310-2
- Wisdom, John. " L. Susan Stebbing, 1885-1943. " Mind, vol. 53, no. 211, 1944, pp. 283–285.
- Keeling, SV (1943-10). "Prof. Susan Stebbing". Nature. 152 (3857): pp. 377–377.